# 達維多-米基利斯凱
48°30′18″N 39°49′31″E / 48.50500°N 39.82528°E
達維多-米基利斯凯（烏克蘭語：Давидо-Микільське）是位於烏克蘭東部的村莊，由盧甘斯克州多夫然斯克區的索羅基內市鎮負責管轄。該村始建於1860年，面積4平方公里，海拔高度36米，2001年人口873，人口密度每平方公里218.3人。